# Cryphia auberti
Cryphia auberti är en fjärilsart som beskrevs av Charles Boursin 1952. Cryphia auberti ingår i släktet Cryphia och familjen nattflyn. Inga underarter finns listade i Catalogue of Life.